# Chrystel Lejeune
Pour les articles homonymes, voir Lejeune.
Chrystel Lejeune , née le 29 octobre 1994, est membre de l'équipe de France de gymnastique aérobic de 2006 à 2014. 

## Palmarès
- Médaille d'or aux Championnats du monde 2010 à Rodez en duo mixte Junior
- Médaille de bronze aux Championnats du monde 2012 à Sofia en Aérodance[Quoi ?]
- Médaille de bronze aux Jeux mondiaux de 2013 à Cali en Aérostep[2]
- Médaille d'argent aux Championnats d'Europe 2013 à Arques en Aérostep[Quoi ?][3]
- Médaille de bronze aux Championnats d'Europe 2013 à Arques en Aérodance
- Médaille d'argent en Coupe du monde 2012 à Aix-les-Bains en duo mixte sénior
- Multiples médailles nationales (de 2005 à 2014) en catégorie benjamine, espoir, junior et sénior / solo, duo, trio, groupe, aérodance et aérostep.